# Дрэйпер, Крис
Крис Брюс Дрэйпер (англ. Kris Bruce Draper; род. 24 мая 1971, Торонто) — канадский хоккеист, центральный нападающий. Играл за клубы НХЛ «Виннипег Джетс» и «Детройт Ред Уингз». Четырёхкратный обладатель Кубка Стэнли.

## Карьера
Был задрафтован клубом «Виннипег Джетс» в 1989 году под общим 62-м номером. В «Виннипеге» практически не имел игровой практики, проведя за три сезона всего 22 матча. Сезон 1993/94 начал в составе «Детройт Ред Уингз».
29 мая 1996 года, в шестой игре финала Западной конференции, между «Детройтом» и «Колорадо», игрок «Колорадо» Клод Лемьё толкнул Дрэйпера лицом в борт, что привело к перелому челюсти, носа, скулы и сотрясению мозга. Один из следующих матчей между «Детройтом» и «Колорадо» прошёл в очень
грубой манере, и запомнился несколькими драками.
Уже в следующем сезоне выиграл свой первый Кубок Стэнли. В 2004 году выиграл «Селки Трофи», приз лучшему нападающему оборонительного плана. В 2007 году подписал с «Детройтом» 3-летний контракт на сумму 4 миллиона 750 тысяч долларов.
17 марта 2009 года провёл за «Детройт» тысячный матч, став по этому показателю пятым игроком в истории клуба.
26 июля 2011 года объявил о завершении карьеры игрока.

## Личная жизнь
У Криса и его жены Джули трое детей: сын Кинан (род. в марте 2002) и дочери Кеннеди (род. 2000) и Кэмрин Роуз (род. 22 мая 2008).

## Статистика
| Легенда | Легенда                    | Легенда | Легенда                   | Легенда | Легенда    |
| ------- | -------------------------- | ------- | ------------------------- | ------- | ---------- |
| И       | Количество проведённых игр | Штр     | Штрафное время            | +/−     | Плюс-минус |
| Г       | Голы                       | П       | Голевые передачи          | О       | Очки       |
| -       | Статистика неизвестна      | —       | Статистика не учитывалась |         |            |

## Достижения
Командные
- Обладатель Кубка Стэнли: 1997, 1998, 2002, 2008.

Индивидуальные
- Обладатель Фрэнк Дж. Селки Трофи: 2004

Международные
- Чемпионат мира по хоккею с шайбой: золото 2003, серебро 2005
- Победитель Кубка мира 2004